# Archeologia industriale ad Asti

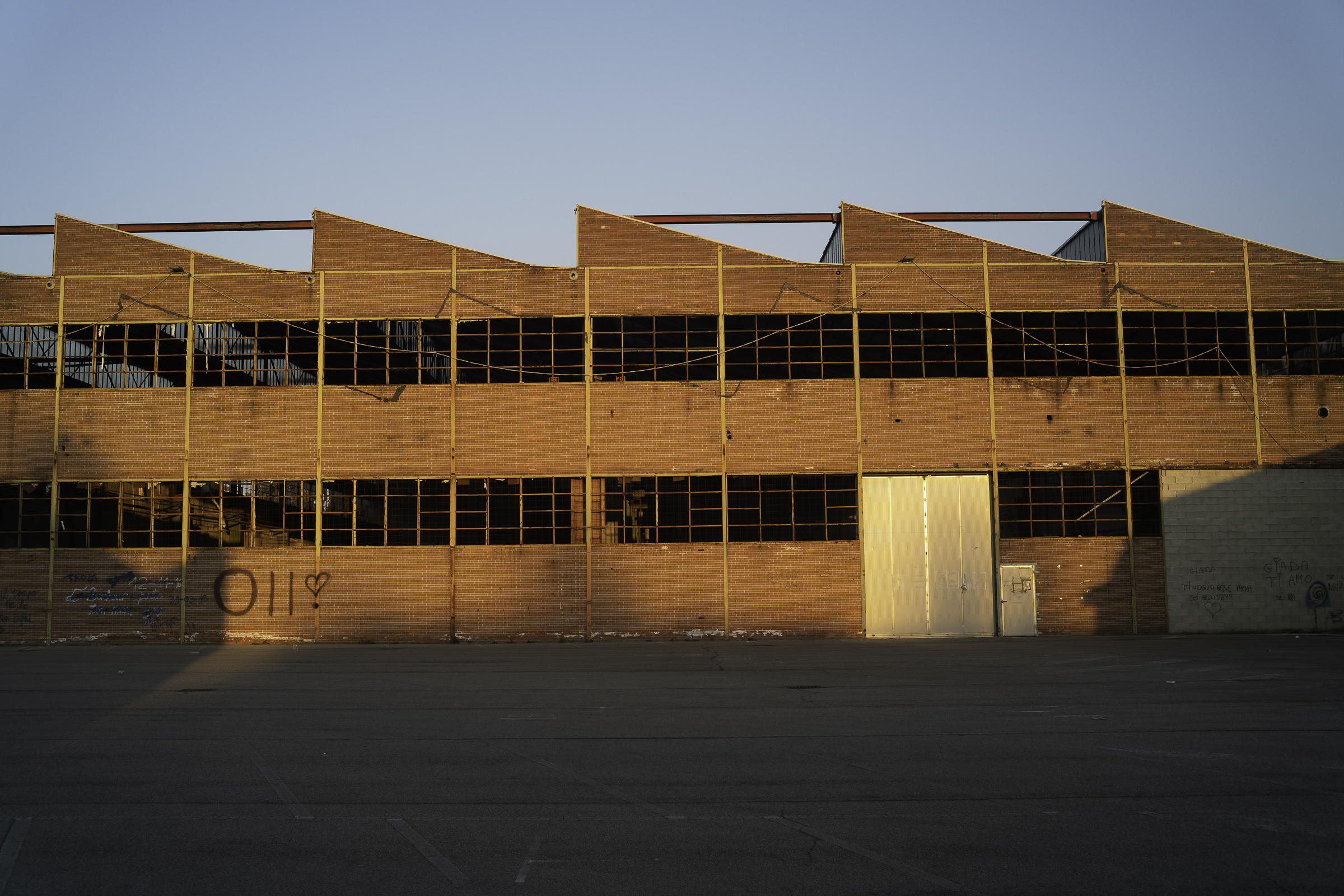
Fabbricato della Way-Assauto

Verso la fine del XIX secolo il territorio dell'astigiano vide sorgere diverse attività industriali, concentrate soprattutto nella zona del capoluogo. Lo sviluppo industriale della zona avvenne grazie all'intervento di industriali provenienti da varie zone del Piemonte, coadiuvati dalla partecipazione attiva dell'amministrazione comunale.
Agli anni difficili delle due guerre mondiali seguì un rilancio del settore, in linea con quanto accadde in tutta Italia con il cosiddetto boom economico, ma l'emergere della concorrenza globale e la maggiore importanza delle vicine città facenti parte del triangolo industriale fecero fallire molte attività, lasciando sul territorio un grande patrimonio di archeologia industriale.

## Esempi

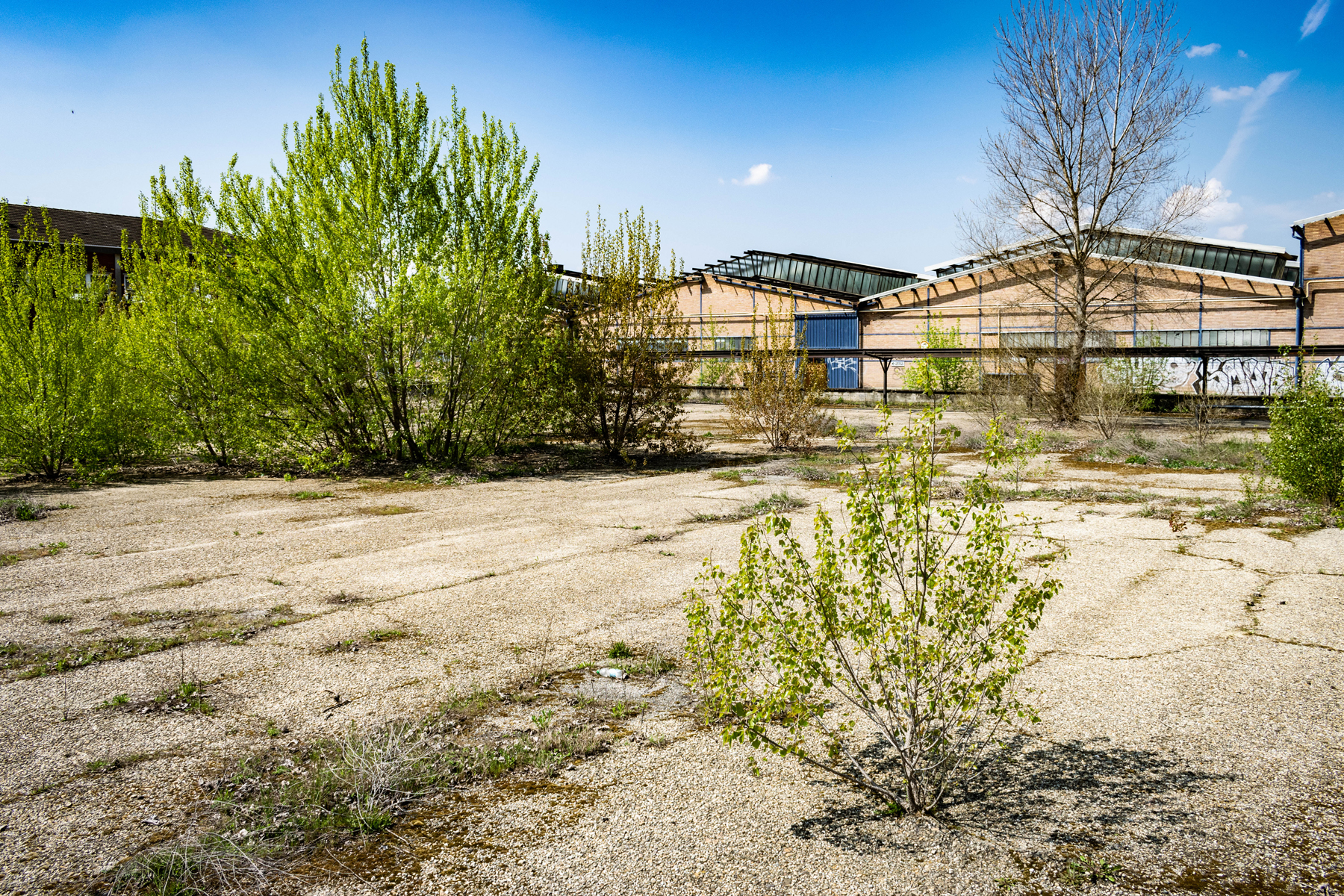
Parcheggio interno della IB.Mei

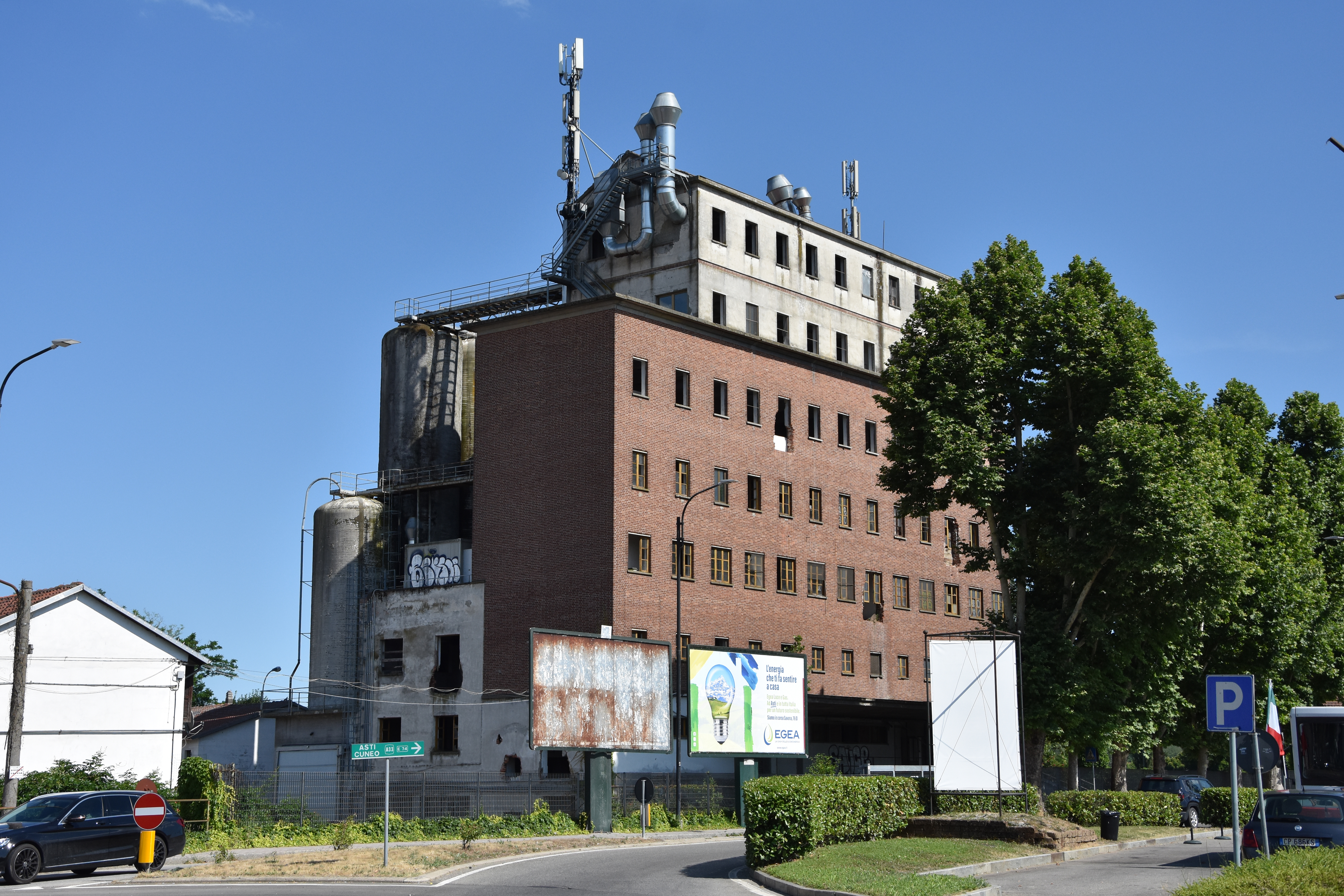
Il dismesso Molino Alba/Valente ad Asti

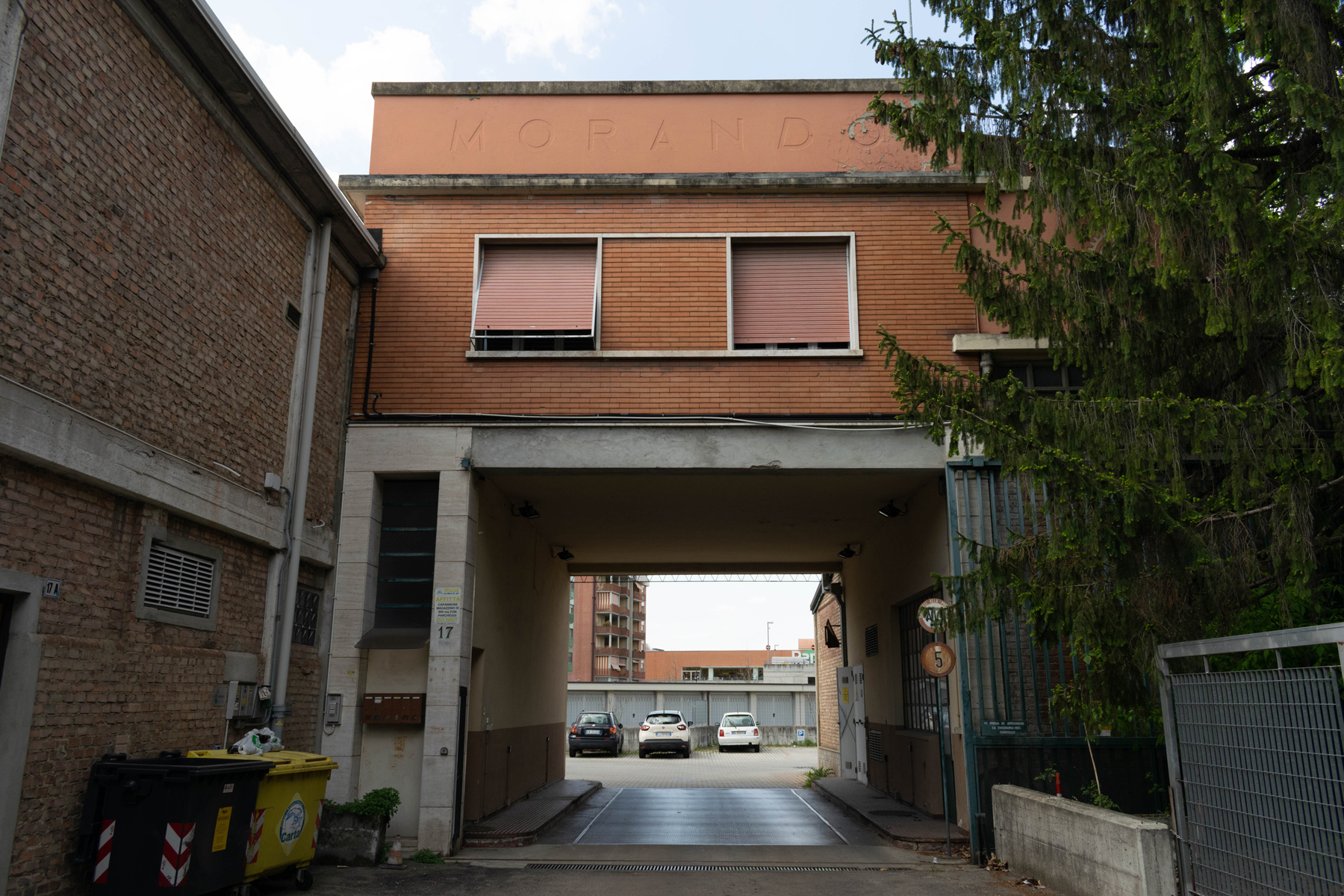
Portale d'ingresso delle Officine Morando Silvio & Figlio

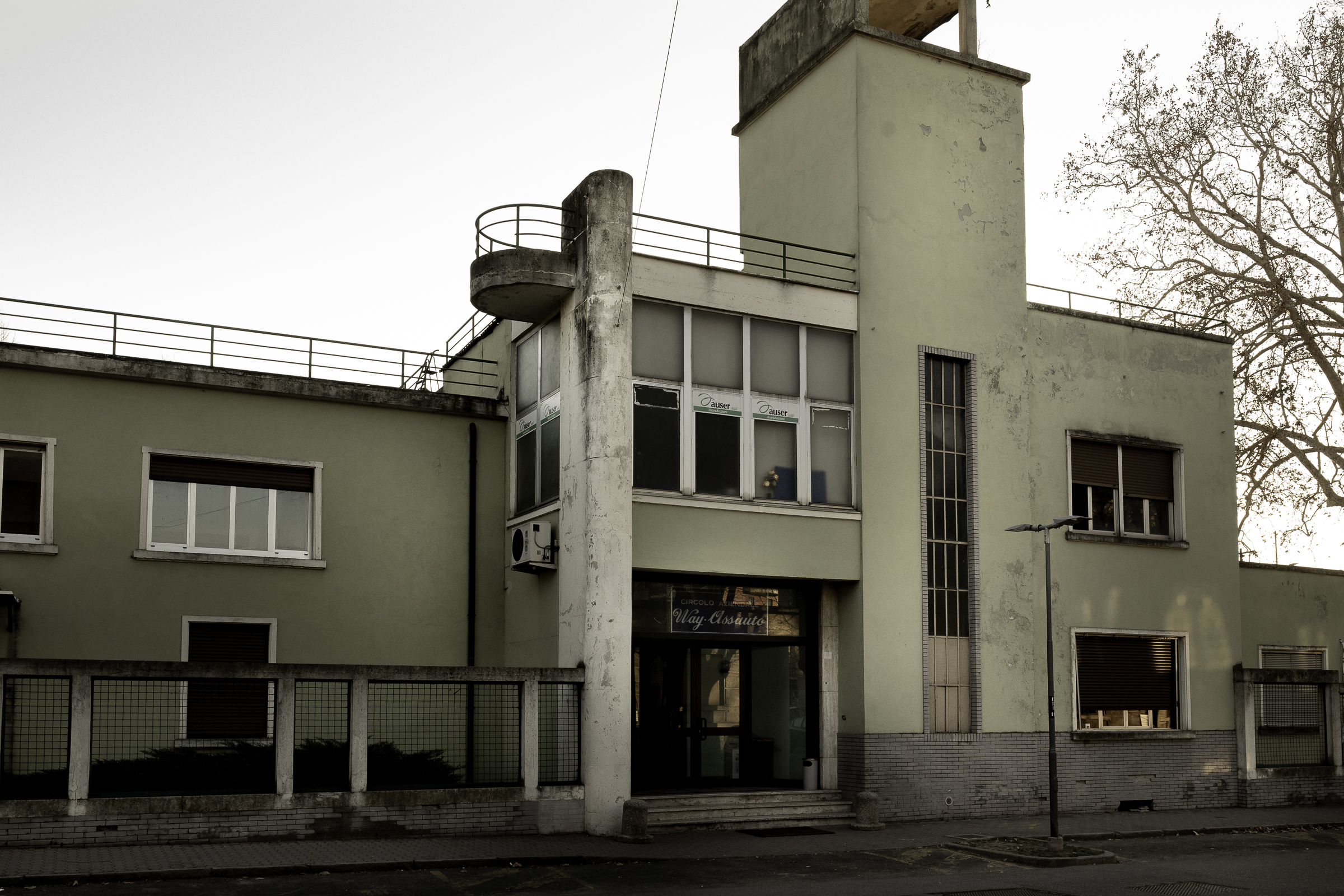
Circolo della Way-Assauto

.

### Edifici industriali ancora attivi
- F.lli Saclà - Produzione e commercio di conserve vegetali
- Italgas - Stoccaggio gas per la città
- MAINA Organi di Trasmissione - Produzione di apparecchiature di trasmissione di potenza per impianti industriali
- Smurfit Kappa - Produzione di imballaggi a base di carta
- Fava & Scarzella - Produzione e vendita di piastrelle e materiale per l'edilizia
- UCIC - Produzione di colori e vernici

### Edifici industriali dismessi
- Way-Assauto - Produzione di componenti per l'industria meccanica ed automobilistica
- IB.Mei - Produzione di componenti elettrici
- Molino Alba/Valente - Lavorazione farine

### Edifici industriali con cambiamento destinazione d'uso o attività
- Officine Morando Silvio & Figlio - Produzione di macchine per lavorazione e formatura dell'argilla
- Vetreria Operaia Federale A.V.I.R. - Produzione industriale di bottiglie in vetro
- S.I.S.A.L.
- S.A.F.F.A. Società Anonima Fabbriche Fiammiferi e Affini - Produzione di fiammiferi ed affini
- Birrificio F.lli Metzger - Produzione di birra
- Maglificio "Vincenzo Omedè" - Produzione di maglie
- Molino Gaiato	Lavorazione farine
- Macello comunale, in Piazza Leonardo Da Vinci - Lavorazioni carni, successivamente scuola
- Macello comunale, in Viale Pilone - Lavorazioni di carni, successivamente uffici del comune
- Ferriere Ercole - Lavorazione del ferro e dell'acciaio
- Molino San Pietro/Valente - Lavorazione farine
- Stabilimento G. Cocchi Distilleria - Produzione liquori
- Stabilimento Vinicolo Luigi Pistone - Imbottigliamento vino
- Consorzio agrario - Cooperativa per la fornitura di beni e servizi per l'attività agricola
- Officine elettriche - Produzione di energia

### Edifici industriali non più esistenti
- Stilar - Fabbricazione di penne stilografiche
- Stabilimento "Cicli Gerbi" - Produzione di biciclette
- MA.CO.BI - Lavorazione e produzione di maglie
- Centrale del latte - Trasformazione del latte